# Université Libre de Bruxelles
A Universidade Livre de Bruxelas (Université libre de Bruxelles ou ULB) é uma universidade francófona belga.